# Мидл Појнт (Охајо)
Мидл Појнт (енгл. Middle Point) град је у америчкој савезној држави Охајо.

## Демографија
По попису из 2010. године број становника је 576, што је 17 (-2,9%) становника мање него 2000. године.
| Група             | 2000.       | 2010.       |
| Белци             | 575 (97,0%) | 572 (99,3%) |
| Афроамериканци    | 0 (0,0%)    | 0 (0,0%)    |
| Азијати           | 0 (0,0%)    | 0 (0,0%)    |
| Хиспаноамериканци | 10 (1,7%)   | 4 (0,7%)    |
| Укупно            | 593         | 576         |